# Совета Безопасности ООН
1. перенаправление Совет Безопасности ООН